# Parque Termal do Peso
O Parque Termal do Peso, Termas do Peso, Termas de Melgaço ou Estância Termal de Melgaço situa-se no lugar do Peso, freguesia de Paderne, em Melgaço, o município português mais setentrional, no Distrito de Viana do Castelo.
Próximo da margem esquerda do rio Minho e estando a Galiza na outra margem do rio, as Termas do Peso estão classificadas como Monumento de Interesse Público desde 2013.

## História

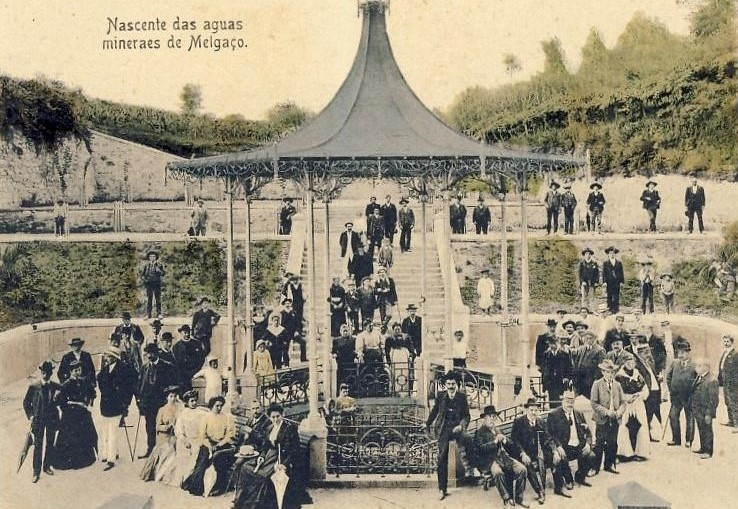
Postal ilustrado a retratar a Fonte Principal das Termas do Peso, em Melgaço, durante a primeira década do século XX.

Banhado pela ribeira da Bouça Nova, situado no lugar do Peso, em Melgaço, o Parque Termal do Peso foi inicialmente criado e explorado, na segunda metade do século XIX, quando as propriedades terapêuticas das suas águas foram descobertas por um médico de Vila Nova de Cerveira, que as deu de beber à sua esposa que sofria de uma doença de estômago, após ouvir relatos de vários casos considerados milagrosos.

Apesar de se especular sobre o ano exacto em que se começou a realizar a extração da sua água, considerada milagrosa e curativa para o tratamento de várias doenças, a primeira referência documental das termas é datada de Agosto de 1884, sendo este documento o seu primeiro registo oficial. Nesse mesmo ano foi criada uma sociedade para pesquisa e exploração das nascentes do Peso, tendo como sócios Bento Maria Barbosa, Félix Tomás de Barros de Araújo, António Augusto de Sousa e Castro, Victorino Augusto dos Santos Lima, Abílio Augusto de Sousa, José Francisco de Almeida Fragoso, Aurélia Saavedra e Silva, António Joaquim Durães, Manuel Bento da Rocha Júnior e António Pereira de Sousa. Um ano depois, em 1885, engarrafaram-se as primeiras águas provenientes das duas nascentes existentes no local, tendo Adriano Cândido Moreira solicitado, quatro anos depois, uma licença para a sua aplicação terapêutica. A análise das águas foi realizada pelo químico Carlos von Bonhorst, e mais tarde, em 1909, pelo professor Charles Lepierre e o Dr. António Cruz Magalhães, que certificaram o invulgar poder desta água no controlo dos níveis de açúcar e de gordura no sangue. 

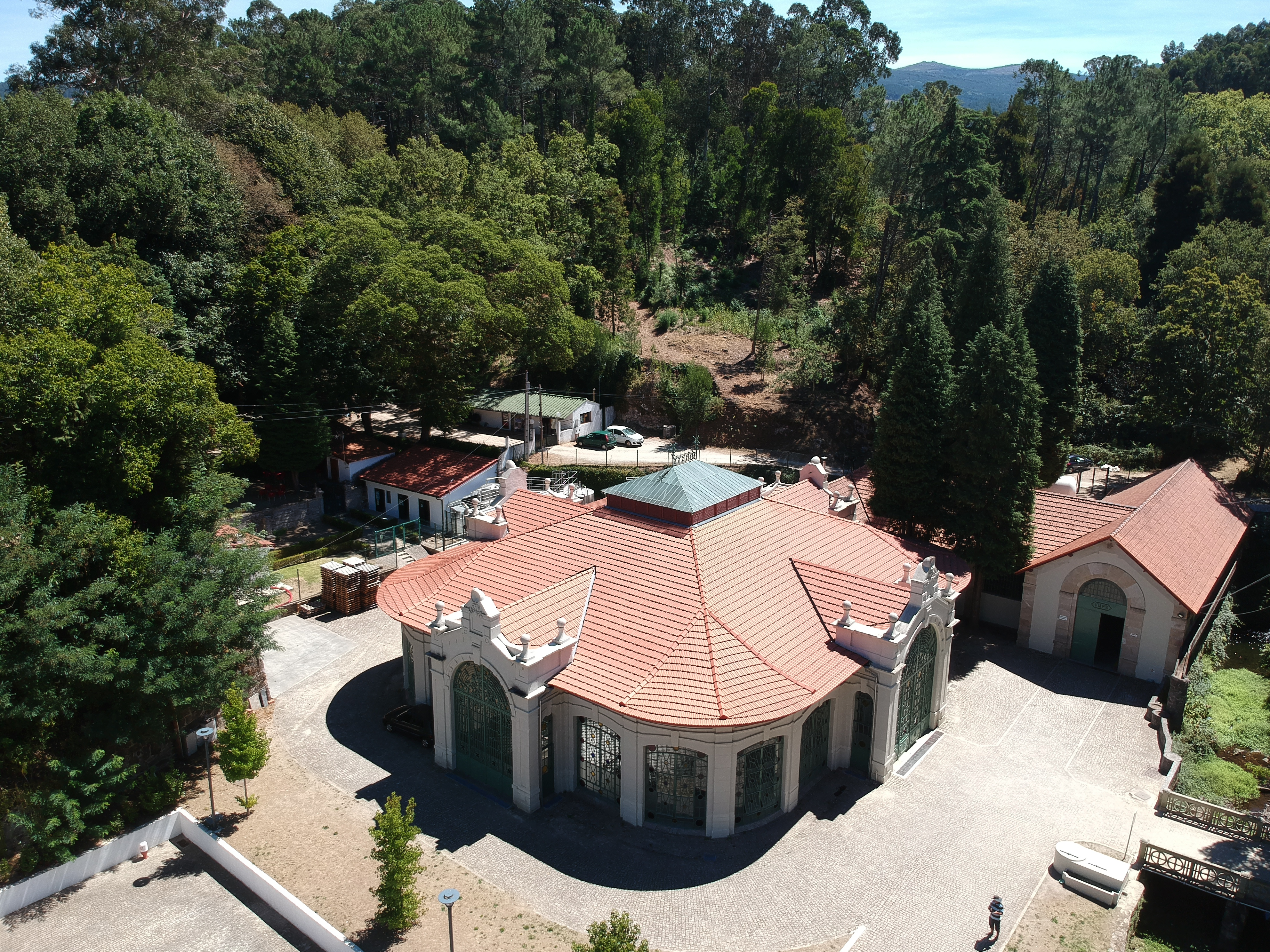
Fonte Principal, desenhada pelo Engenheiro Luís Couto dos Santos, terminada em 1915

Devido à popularidade das suas águas medicinais e da proximidade das estações ferroviárias dos concelhos vizinhos de Monção e de Valença, durante o final do século XIX e as primeiras décadas do século XX, o parque termal viveu os seus anos mais áureos, recebendo entre 1897 e 1898 cerca de 731 utentes diabéticos, hepáticos, gastrálgicos, nefríticos, tuberculosos e sifilíticos, provenientes de várias localidades do Norte de Portugal, da Galiza e até de Lisboa. Aproveitando a nova atração da localidade e o seu fluxo de utentes, foram construídos nas proximidades das termas vários hotéis, tais como o Hotel Ranhada (1895), Hotel Rocha ou o imponente e luxuoso Grande Hotel do Pezo (1901), também conhecido pelos melgacenses como Hotel da Quinta do Peso ou ainda Figueirôa, que albergou várias e importantes figuras da sociedade portuguesa que frequentavam as termas ou visitavam a vila de Melgaço, como o conselheiro e ministro das Obras Públicas Manuel Francisco Vargas ou ainda os Presidentes da República Teófilo de Braga e Manuel Teixeira Gomes.
Em 1909 foi construído um novo buvette (lugar onde se ministra um tratamento que consiste na ingestão de água termal) para extrair a água da Fonte Principal. Durante o mesmo período, sob influência do estilo arquitectónico e artístico da art nouveau, foi também criado um pavilhão envolvente, desenhado pelo engenheiro Luís Couto dos Santos, com uma estrutura em ferro, vitrais coloridos e um chão em azulejo quadrangular, tendo a sua construção terminado em 1915. Atualmente o edifício classificado como Monumento de Interesse Público em 13 de maio de 2013, ainda possui a fonte termal original no seu centro, que possibilita aos seus visitantes a experiência de provarem da sua água em estado puro, tal como é extraída da nascente principal.

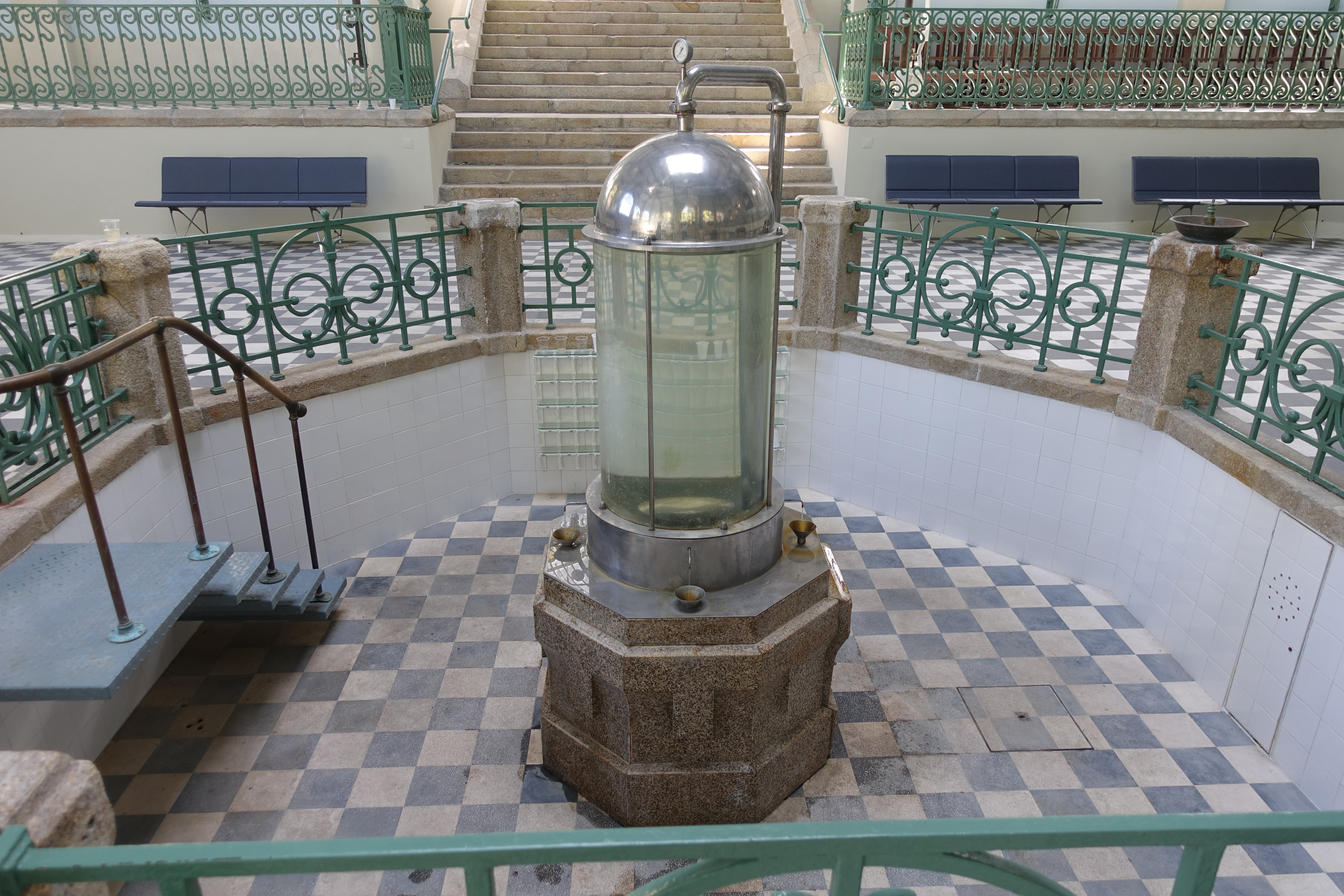
Interior da Fonte Principal das Termas de Melgaço, Portugal.

Em 1917, ambicionando melhorar os seus serviços, foi projectada pela nova sociedade detentora das termas, a Empreza das Águas Mineraes de Melgaço, a ampliação do Grande Hotel do Pezo e a construção de um casino, um ginásio e um lago para a prática da modalidade de natação. Em 1919 apenas foi concluída a construção da Oficina de Engarrafamento, do lago e do Pavilhão do Balneário, que possuía duas alas com tratamentos, separadas para o sexo masculino e feminino. Apesar de ainda se manter a fachada original, de estilo neoclássico, todo o interior do pavilhão foi alvo de uma requalificação completa em 2013.

Na década de 20 do século XX, deu-se início à arborização do Parque das Termas, baptizado como Parque das Águas e completado em 1924, ficando célebres as festas e bailes com orquestras, bandas e grupos de dança que atuavam até de madrugada, sendo o projecto traçado pelo arquitecto paisagista Jacinto de Matos, com vários percursos pedonais e centenas de árvores de grande porte (plátanos, faias, cedros, tílias, etc). Durante o mesmo período e os anos 30, instalou-se ainda um laboratório de análises ampliado com uma farmácia (1929), um campo de ténis (1931) e um pequeno campo de mini-golfe, trocaram-se os candeeiros a gás pela luz elétrica (1929-1931), realizou-se nas suas instalações o Congresso de Medicina e Desportos Higiénicos, da Escola de Medicina do Porto (1931-1932), e foi atribuída às termas a medalha de ouro na Exposição de Sevilha (1930).

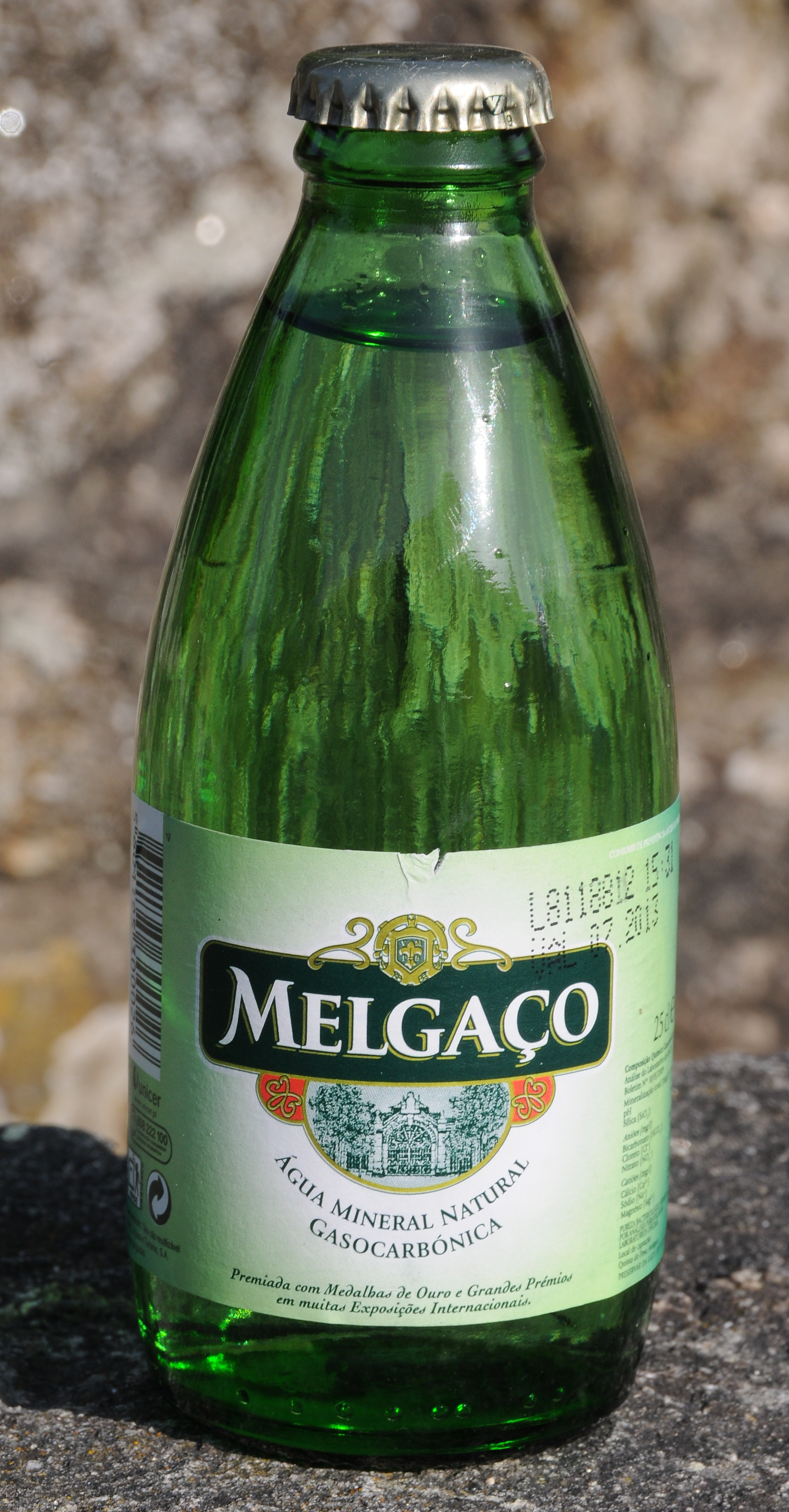
Água de Melgaço

Em 1934, a empresa Vidago, Melgaço & Pedras Salgadas ficou responsável pela exploração das termas e da extração e engarrafamento da "Água de Melgaço".
Durante a década de 50 foi erigida uma nova construção para explorar a segunda nascente, apelidada de Fonte Nova (1953), contudo, com a descoberta de novos tratamentos e processos terapêuticos, como a quimioterapia e a radioterapia, assim como com o surgimento de novas modas para destinos turísticos, trocando-se o campo pela praia, várias estâncias termais em Portugal começaram a sofrer uma acentuada diminuição de afluência. O parque das termas do Peso não foi excepção, tendo nas últimas décadas do século XX vivido um forte declínio, chegando a encerrar os seus serviços de tratamentos terapêuticos de forma intermitente.
No ano de 2009 foi criado um plano para a reabertura das termas e no Verão de 2010, através de um investimento realizado pela Câmara Municipal de Melgaço, que aprovou a constituição de uma parceria público privada para a requalificação integral do Parque Termal do Peso, foram efectuadas obras de requalificação e melhoria do parque e dos espaços exteriores, que contam com uma área de dois hectares. Somente em 2013, o Pavilhão do Balneário, que se encontrava num avançado estado de degradação e abandono, sofreu obras de requalificação, sendo inteiramente modernizado e ampliado com uma nova piscina interior totalmente envidraçada com vista para a ribeira e o Parque das Águas. Na sua reabertura, o espaço para além de dispor dos tratamentos termais passou também a prestar serviços de estética, relaxamento e spa.
Atualmente existe também dentro do parque arborizado um medical center, um parque de campismo (com bungalows e estacionamento para autocaravanas), um novo circuito de manutenção ao ar livre, com vários aparelhos para exercício físico, onde antigamente existia o campo de mini-golfe, e um moderno café e bar com vista para o Balneário e o lago.

## Propriedades Medicinais
A água extraída no lugar do Peso é mineralizada, gasocarbónica, bicarbonatada, cálcica/magnesiana e ferruginosa, com uma temperatura de 15°C e PH de 6. As termas de Melgaço estão indicadas no tratamento da diabetes de maturidade e hipercolesterolemia, entre outras patologias.

## Exploração Termal
A 24 de setembro de 2009, a Câmara Municipal de Melgaço e a Unicer (atual Super Bock Group), através da empresa VMPS – Águas e Turismo, S.A., celebraram um protocolo de colaboração que visou a reabilitação e a reabertura da Estância Termal de Melgaço. No acordo, o município de Melgaço ficou responsável pela gestão do parque termal até 2035, com possível prorrogação até 2045.
Em janeiro de 2011 foi constituída a empresa Cura Aquae - Termas de Melgaço E. M., com 51% do capital do município de Melgaço e do grupo de construção Casais, para a recuperação das termas. No seu plano original, a fonte número 2, também conhecida como Fonte Nova, deveria ser transformada em museu termal. O Pavilhão do Balneário foi recuperado, mantendo a traça que o caracteriza, e a construída uma piscina, alimentada pelas águas minerais. 
Atualmente a exploração da unidade fabril e a correspondente concessão de exploração, captação e engarrafamento das águas minerais naturais gasocarbónicas de Melgaço são propriedade da Super Bock Group que em 2007 engarrafou 116 mil litros de água, dos quais perto de um terço seguiu para exportação.

## Prémios e Menções
- 1930 - Recedeu a Medalha de Ouro na categoria de Melhor Estância Termal na Exposición Ibero-americana de Sevilha (1929-1930);[19]
- 2013 - Foi classificado Monumento de Interesse Público;
- 2021 - Integrou a lista dos 10 melhores locais para visitar em Portugal (escolha dos leitores) pelo períodico britânico The Guardian.[20]

## Galeria

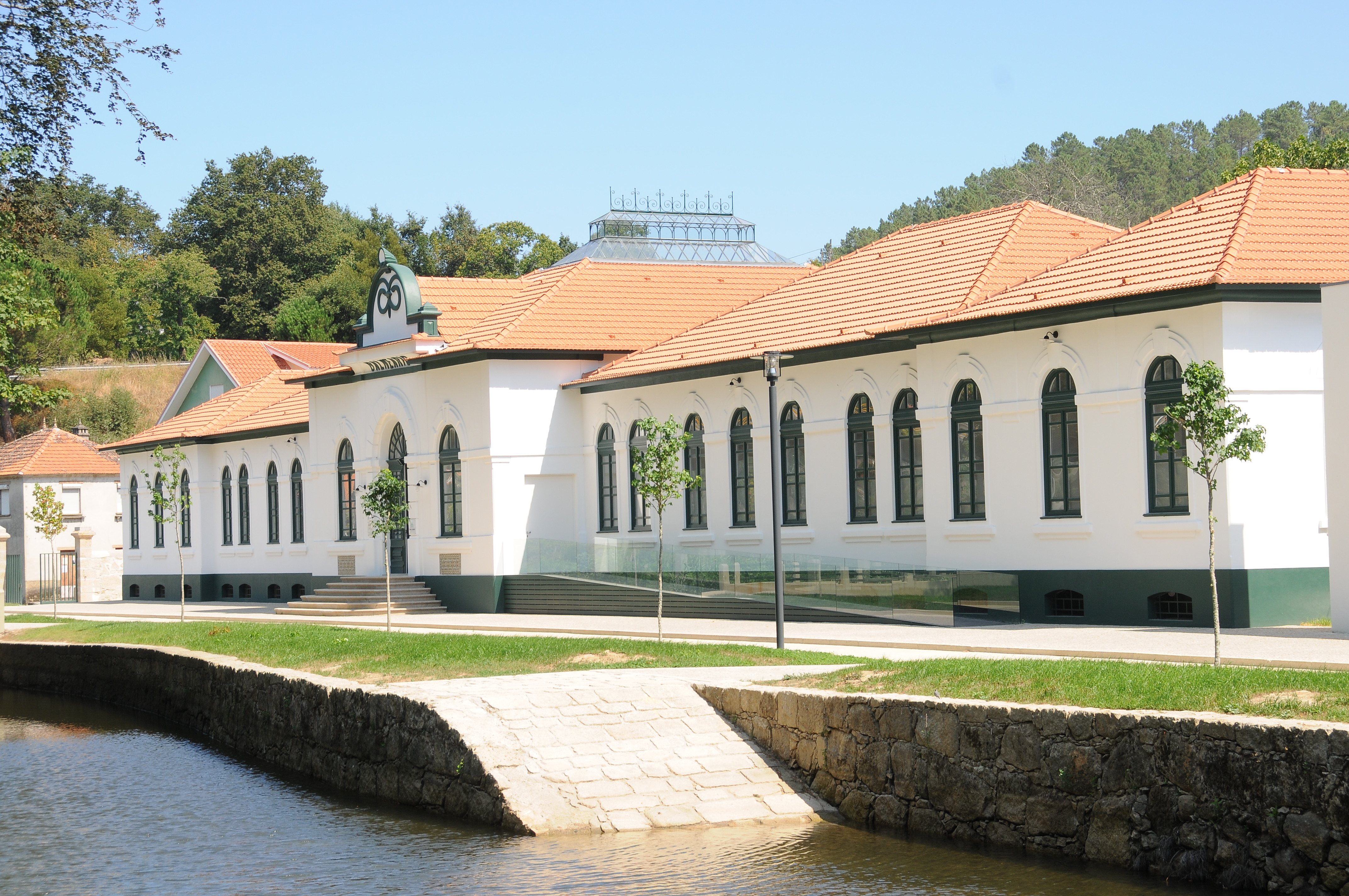
Balneário (recuperado em 2013)
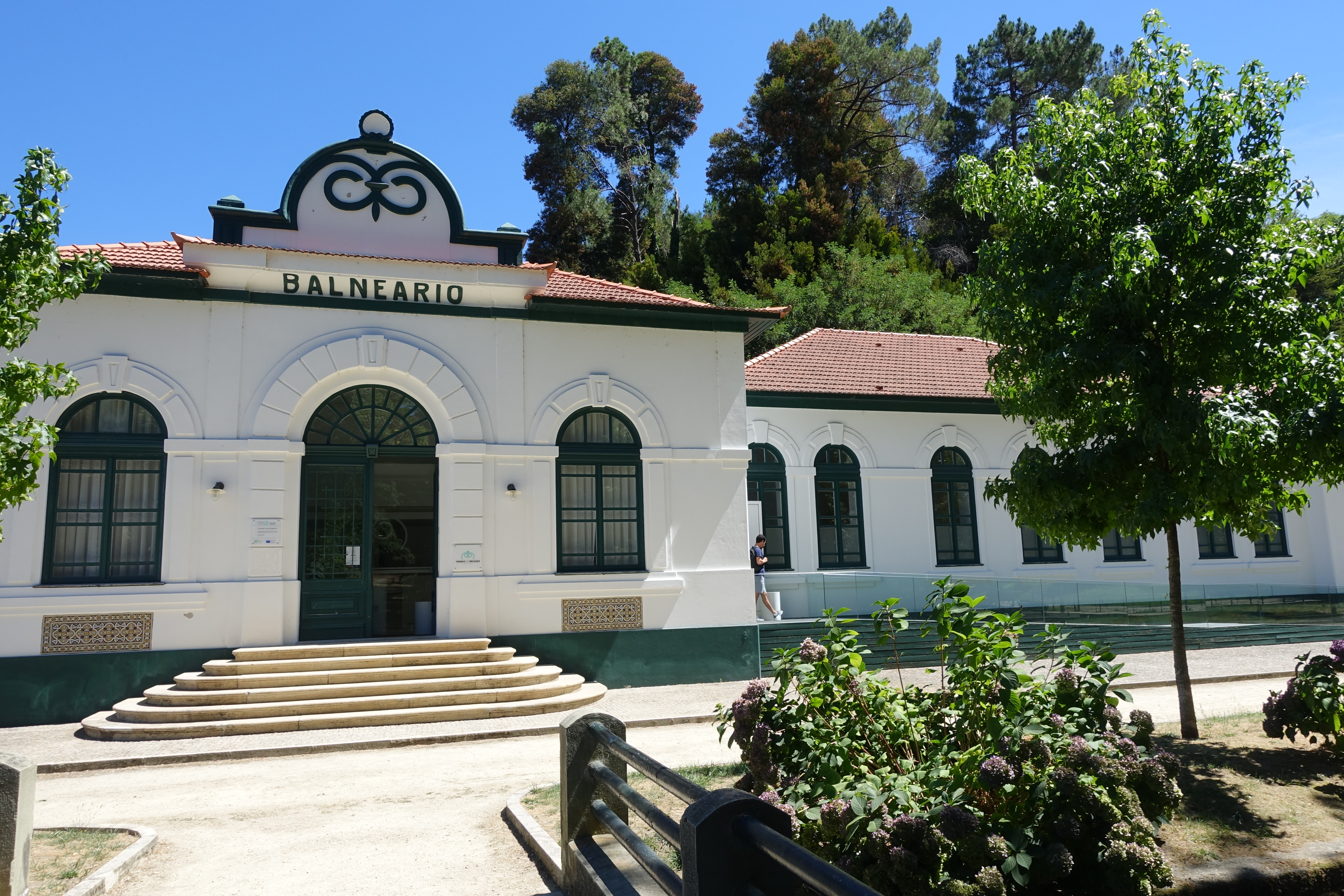
Balneário (recuperado em 2013)
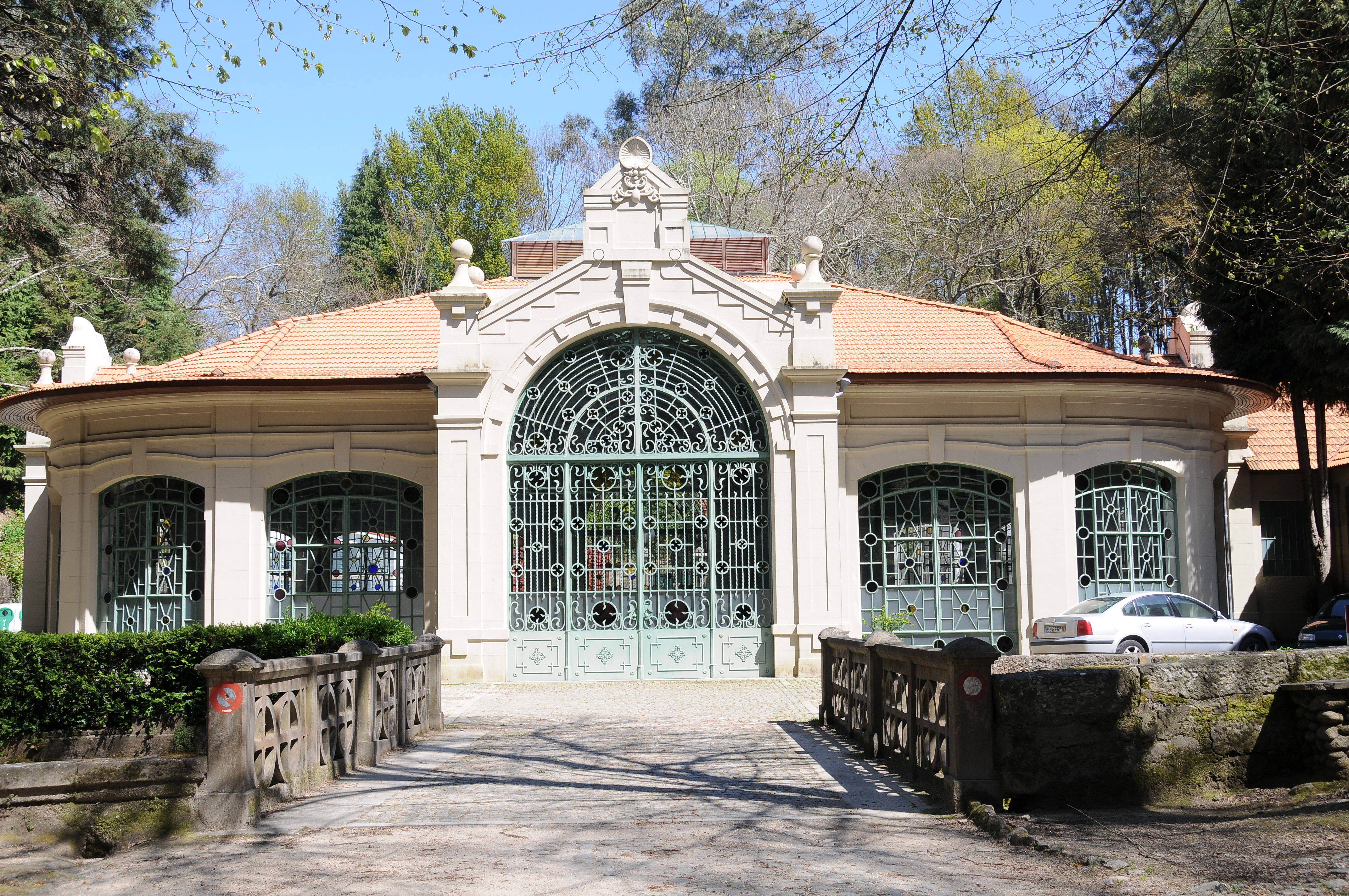
Fachada do Buvete da Fonte Principal em art nouveau
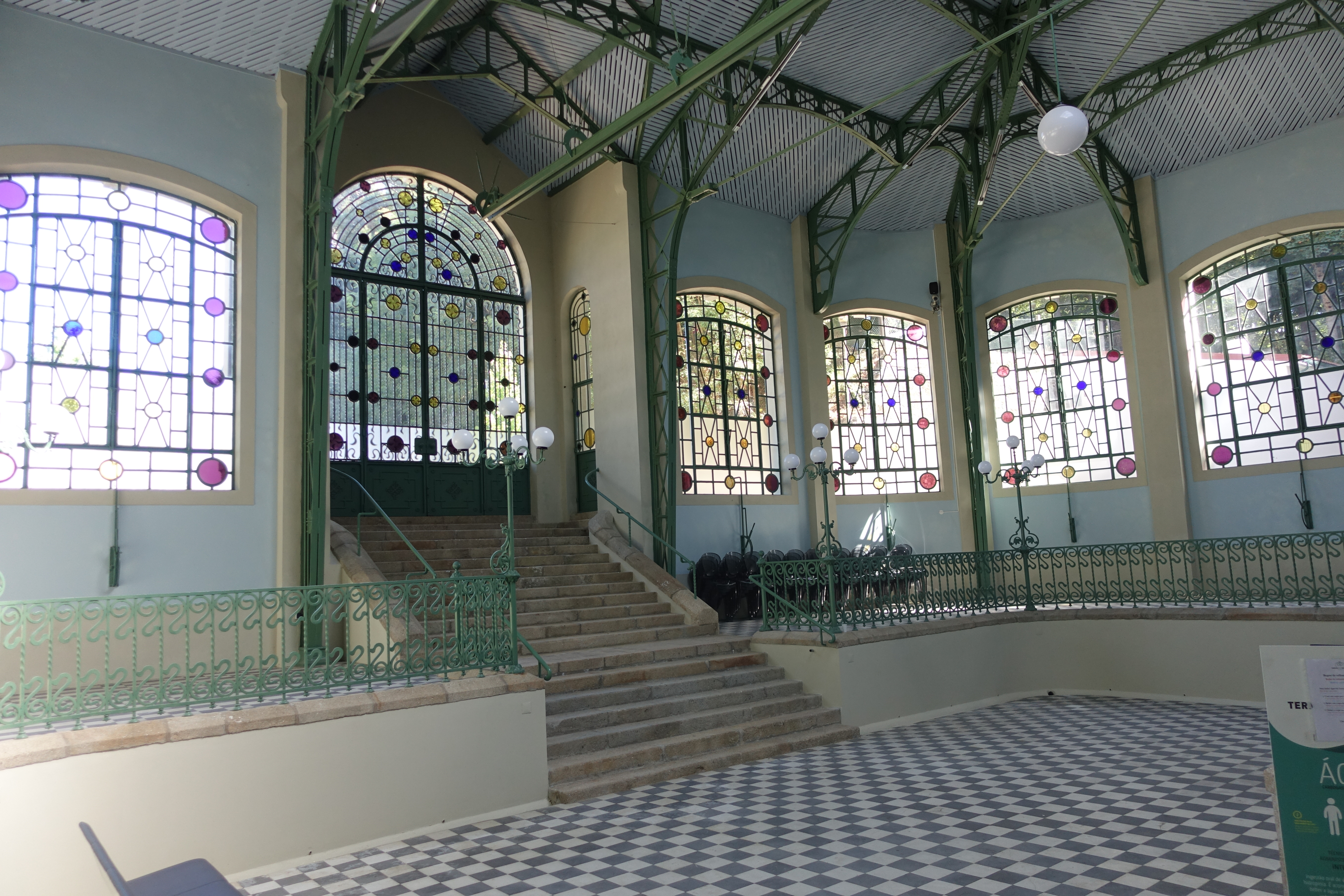
Interior do Buvete da Fonte Principal em art nouveau
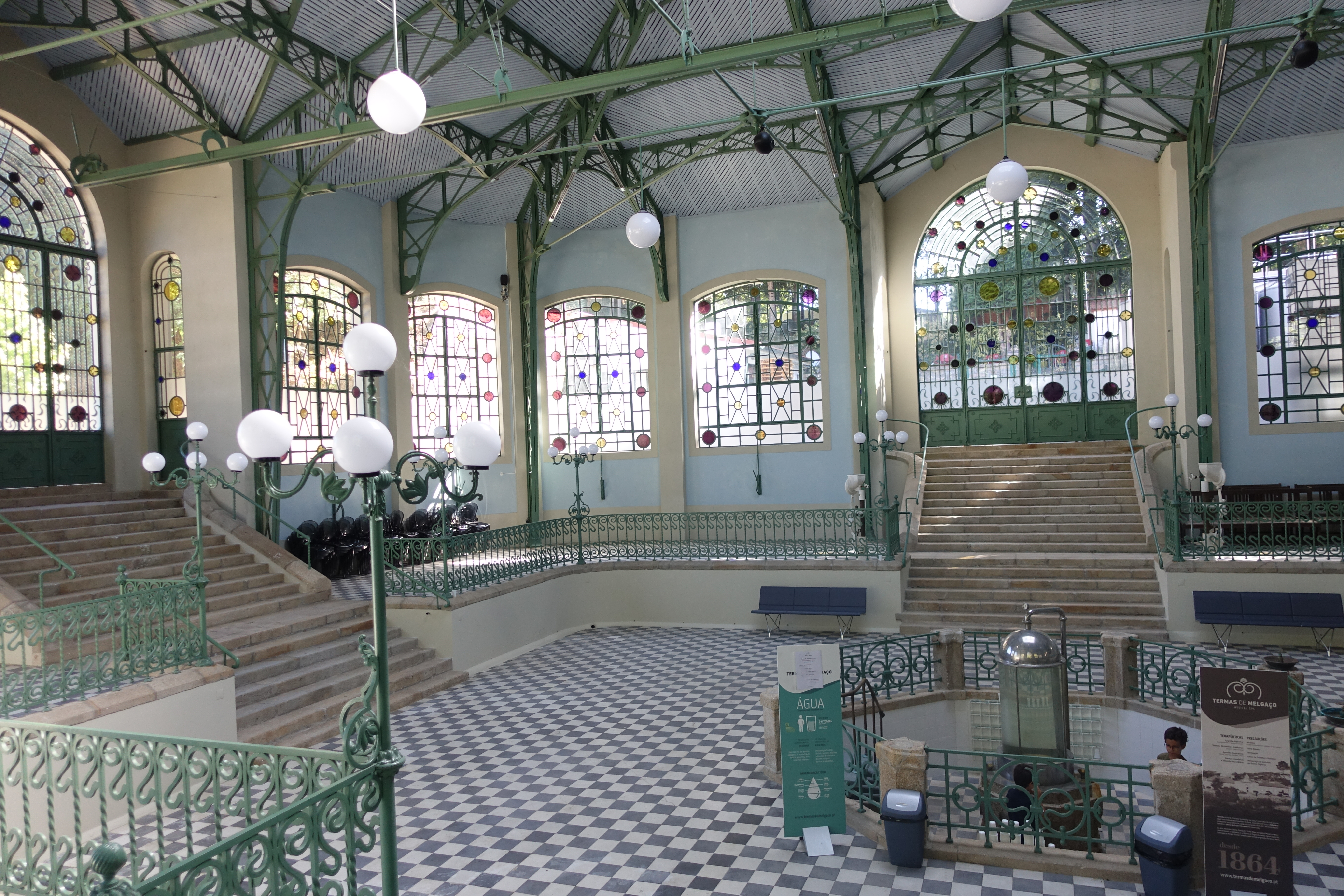
Interior do Buvete da Fonte Principal em art nouveau
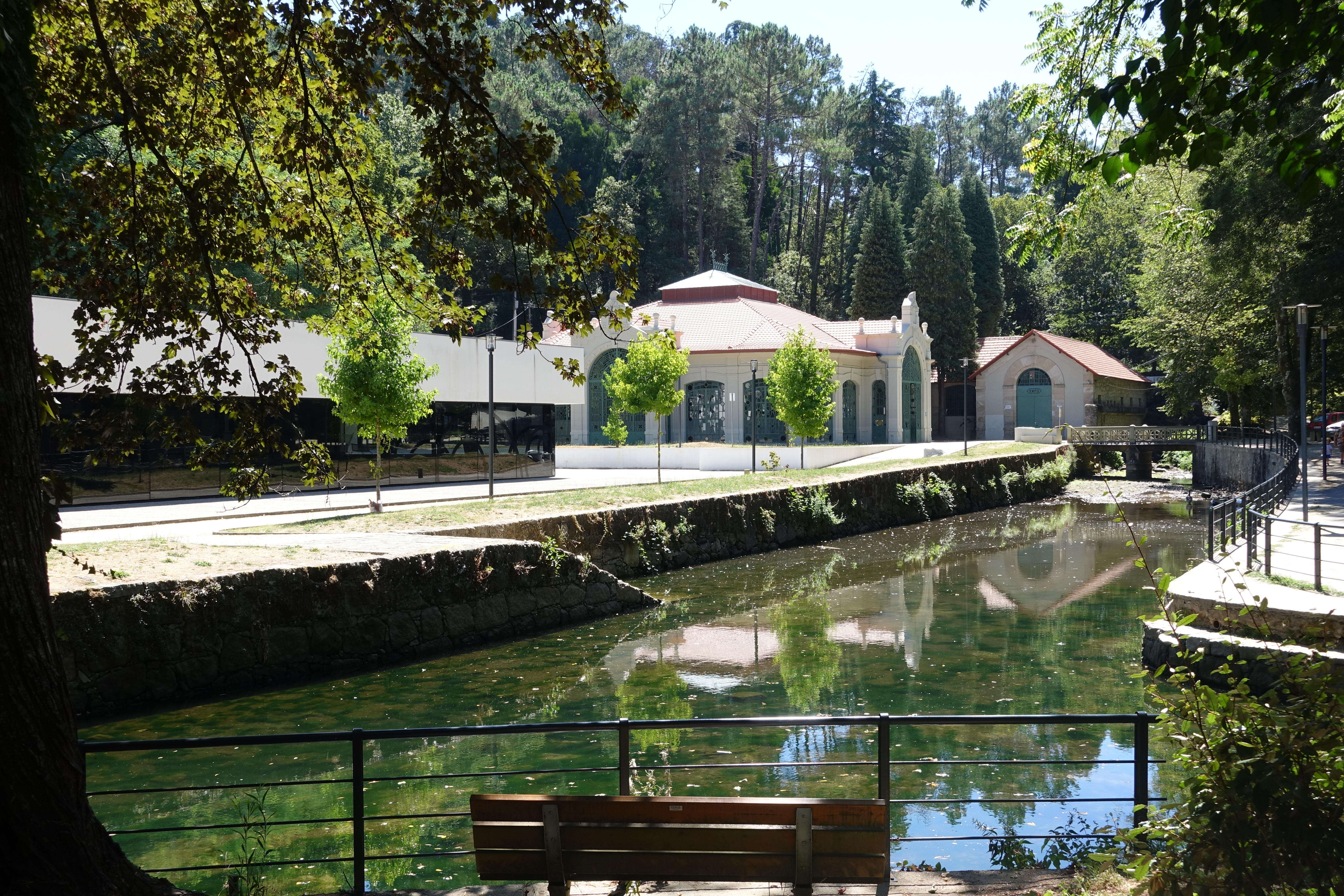
Vista do Lago, Piscinas Interiores e Buvete da Fonte Principal
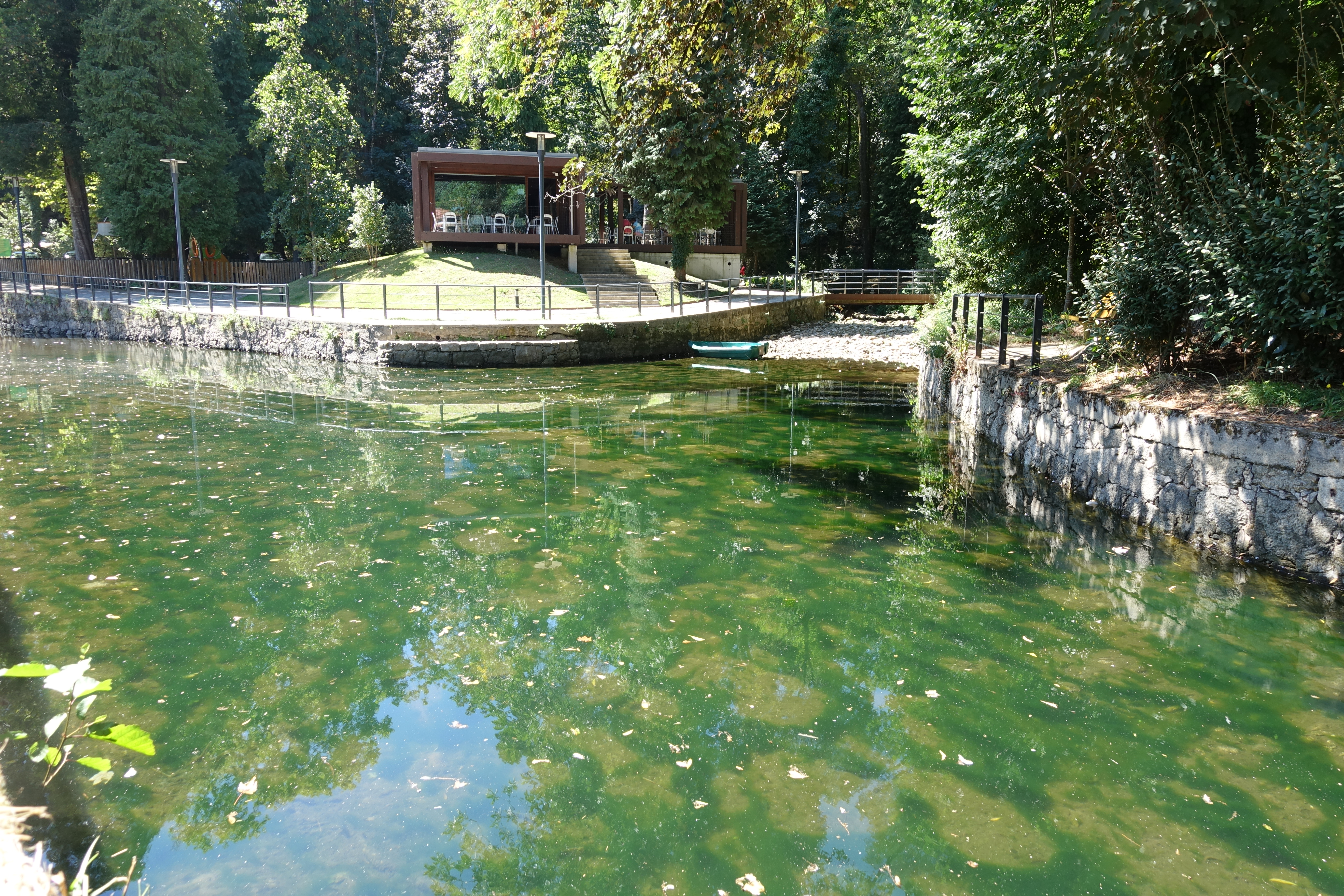
Lago, Parque das Águas e o Bar das Termas
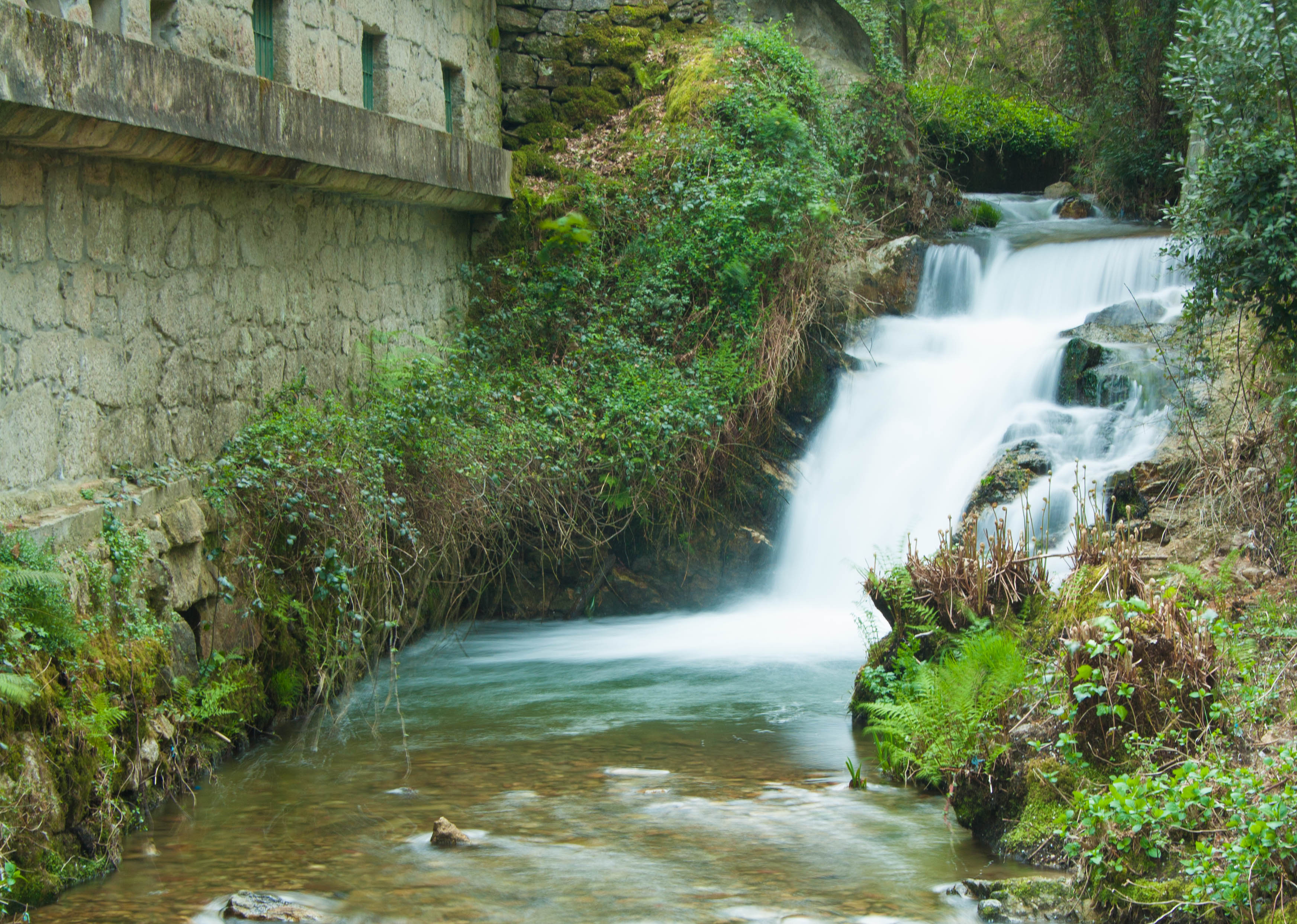
Ribeira do Peso
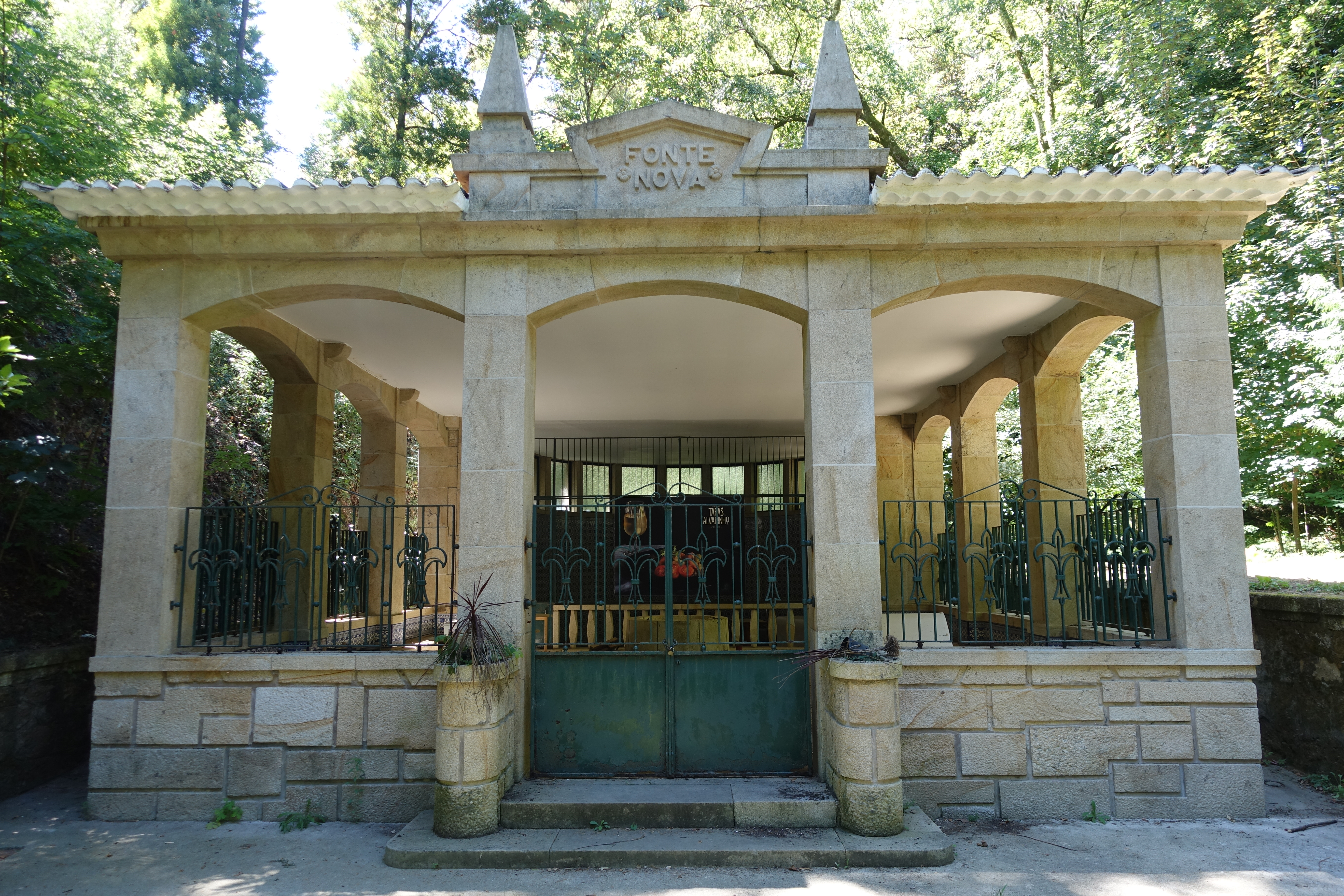
Fonte Nova

## Lista de Referências
1. 1 2  Ficha na base de dados SIPA
2. ↑  Minho, Rádio Vale do (3 de julho de 2019). «Melgaço/Termas: Já há novo parceiro privado - Presidente da Câmara mostra-se confiante». Rádio Vale do Minho
3. ↑  Wateau, Fabienne (21 de janeiro de 2019). Conflitos e água de rega: Ensaio sobre a organização social no Vale de Melgaço. [S.l.]: Etnográfica Press
4. ↑  Leite, Antero; Ferraz, Susana. «Termas do Peso» (PDF). A.C.E.R.-Associação Cultural e de Estudos Regionais. A.C.E.R.
5. ↑  Agorreta, María Jesús Peréx; Escorza, Carlos M.; Distancia, Universidad Nacional de Educación a; Velázquez, Casa de (1997). Termalismo antiguo: actas (em espanhol). [S.l.]: Casa de Velázquez
6. ↑  Sousa, Ilidio (13 de agosto de 2013). «Hotéis do Peso 1934». Melgaço, do Monte à Ribeira
7. ↑  Cruz, Andrea (20 de dezembro de 2017). «Melgaço/Termas: Já há novo parceiro privado - Presidente da Câmara mostra-se confiante». Rádio Alto Minho
8. ↑  Alves, Valter (18 de julho de 2015). «Melgaço, entre o Minho e a Serra: Presidente da República em tratamento nas Termas do Peso, Melgaço (1925)». Melgaço, entre o Minho e a Serra. Consultado em 22 de julho de 2024
9. ↑  «Parque Termal do Peso»
10. ↑  Gazeta da Relação de Lisboa: revista crítica dos tribunais. [S.l.]: Empreza Litteraria de Lisboa. 1917
11. ↑  Portugal, Sociedade Propaganda de (1918). Aguas é termas portuguesas: indicações gerais para uso de banhistas e turistas. [S.l.]: Tip. Universal
12. ↑  Silva, Francisco Vieira da (1 de novembro de 2014). Lopes Gonçalves (em árabe). [S.l.]: Chiado Editorial
13. ↑  SAPO. «O renascer das Termas de Melgaço». SAPO Viagens. Consultado em 2 de janeiro de 2020
14. ↑  Pinto, Helena Gonçalves; Mangorrinha, Jorge (2009). O desenho das termas: história da arquitectura termal portuguesa (em alemão). [S.l.]: H.G. Pinto e J. Mangorrinha
15. ↑  Nascimento, José Carlos (2008). Termas de Portugal. [S.l.]: Pandora
16. 1 2  Costa, Ana (29 de setembro de 2020). «Melgaço: Água termal no meio da natureza». Evasões. Consultado em 23 de julho de 2024
17. ↑  Oliveira, Daniela (17 de julho de 2021). «As Termas de Melgaço reabriram: já pode voltar a desfrutar das suas águas terapêuticas». Jornal Público. Consultado em 23 de julho de 2024
18. ↑  Cardoso, Margarida (28 de julho de 2021). «Super Bock investe 30 milhões de euros na água em Pedras Salgadas». Jornal Expresso
19. ↑  «Portugal na Exposição Ibero-Americana 1929 by Bruno Manuel dos Anjos Marques Albano - Issuu». issuu.com. 29 de outubro de 2017. Consultado em 23 de julho de 2024
20. ↑  «10 of the best places to visit in Portugal, chosen by readers». The Guardian (em inglês). 7 de maio de 2021. ISSN 0261-3077. Consultado em 23 de julho de 2024